# Боспорское царство
Боспо́рское ца́рство (или Боспор, Воспорское царство (Н. М. Карамзин), Воспорское тиранство, др.-греч. Βασίλειον του Κιμμερικού Βοσπόρου, лат. Regnum Bosporanum) — античное государство в Северном Причерноморье на Боспоре Киммерийском (Керченском проливе). Столица — Пантикапей. Образовалось около 480 года до н. э. в результате объединения греческих городов на Керченском и Таманском полуостровах, а также вхождения Синдики. Позднее расширено вдоль восточного берега Меотиды (Азовского моря) до устья Танаиса (Дона). С конца II века до н. э. в составе Понтийского царства. С конца I века до н. э. — постэллинистическое государство, зависимое от Рима. Вошло в состав Византии в 1-й половине VI века. Известно из греко-римских источников.

## История

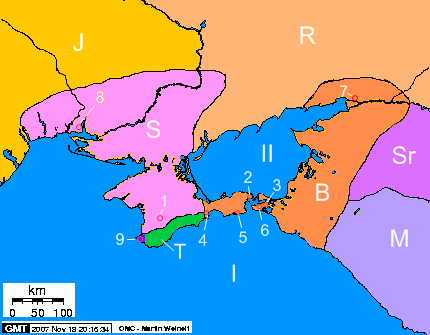
Крым во II веке н. э.
Скифы в Крыму
Боспорское царство
Языги
Роксоланы
Сираки
Меоты
Тавры

После середины VII века до н. э. на северном берегу Чёрного моря появляются греческие переселенцы, а к началу второй четверти VI века до н. э. они осваивают значительную часть побережья, за исключением южного берега Крыма. Первой колонией в этом регионе было основанное во второй половине VII века до н. э. поселение, расположенное в районе современного Таганрога.
Скорее всего, древнегреческие колонии основывались как независимые полисы. Так, в частности, они возникли в районе Боспора Киммерийского (Керченский пролив), где постоянное местное население отсутствовало. Местные племена тавров жили в Крымских горах, в степях периодически кочевали скифы, в бассейне реки Кубань жили полукочевые меоты и земледельцы синды.
Первое время колонии не испытывали давления со стороны варваров, население их было весьма немногочисленным, а оборонительные стены у поселений отсутствовали. Около середины VI века до н. э. зафиксированы пожары на некоторых небольших памятниках, в том числе в Мирмекии, Порфмии и Торике, после чего на первых двух из них возникают небольшие укреплённые акрополи.
Удобно расположенный, обладающий хорошей торговой гаванью и поэтому достигший значительного уровня развития Пантикапей, надо думать, стал тем центром, вокруг которого объединились в межполисный союз греческие города обоих берегов Керченского пролива. В настоящее время появилось мнение, что первоначально ему удалось объединить вокруг себя только близлежащие малые города, а на другой стороне пролива центром стала основанная в третьей четверти VI века до н. э. Фанагория. Около 510 года до н. э. в Пантикапее был построен храм Аполлона ионического ордера. Видимо, от имени священного союза городов, возникшего вокруг храма, выпускалась монета с легендой «ΑΠΟΛ». Был ли этот союз политическим, как он был организован, кто в него входил — неизвестно. Существует гипотеза, связывающая выпуск этих монет с Фанагорией.

#### Археанактиды
Согласно указанию Диодора Сицилийского, около 480 года до н. э. в Пантикапее к власти пришла династия Археанактидов, видимо, во главе с неким Археанактом. Характер её правления не совсем ясен. Раньше предполагалось, что она могла возглавлять широкий оборонительный союз полисов — симмахию, в который входили все города по обоим берегам Керченского пролива, включая Феодосию. Сейчас учёные склоняются к тому, что власть Археанактидов была тиранической. Во главе объединения стояли тираны Пантикапея из греческого, скорее всего, милетского рода Археанактидов. В состав союза точно входили такие города и поселения, как Мирмекий, Порфмий и Тиритака. Вхождение в него других греческих поселений на Таманском и Керченском полуостровах остаётся под вопросом.

#### Спартокиды
В 438 году до н. э. власть в Пантикапее перешла к Спартоку, основателю династии Спартокидов, которая правила на Боспоре Киммерийском до 108 года до н. э. Судя по имени, основатель династии не происходил из греческой среды. Скорее всего, истоки его родословной нужно искать на территории Фракии. Тесная связь с варварскими племенами прослеживается в ходе всего правления династии Спартокидов.
После недолгого правления Спартока, и, возможно, узурпации власти неким Селевком (возможно, его имя возникло в результате порчи текста Диодора Сицилийского), к власти пришёл царь Сатир I (433—389 до н. э.), энергично взявшийся за увеличение территории своего государства.
Его дело продолжили Левкон I и Перисад I (348—311 до н. э.) — правители IV века до н. э., с именами которых связан период наивысшего расцвета Боспора.
Расширение владений Спартокиды начали, видимо, с присоединения Нимфея, по некоторым данным, входившего в Афинский морской союз. В городе находился представитель Афин, которого, по данным оратора Эсхина звали Гелон. По утверждению Эсхина, последний передал власть над городом боспорским тиранам, а сам получил за это в управление городок Кепы. Последнее может косвенно указывать на то, что Таманский полуостров в это время уже входил в состав Боспорского государства. Впрочем, учитывая, что целью Эсхина было опорочить своего политического противника Демосфена, данные здесь могут быть неточными. В любом случае, Нимфей был присоединен к Боспорскому государству без боя.
Драматичнее сложилась борьба за Феодосию, метрополией которой, как и Пантикапея, был Милет. Феодосийский крупный порт находился относительно далеко от основных центров государства и пользовался поддержкой Гераклеи Понтийской — города на южном берегу Чёрного моря. Боспорское войско потерпело поражение, в немалой мере из-за военных хитростей, применённых гераклейским стратегом. В результате гераклейские войска высаживали десанты непосредственно на территории Боспорского царства (возможно, одним из артефактов этих боевых действий стал уникальный Мирмекийский клад кизикинов). Судя по огромному импорту амфор с вином из Гераклеи Понтийской в первой половине IV века до н. э., отношения нормализовались довольно быстро. Видимо, в середине 80-х годов IV века до н. э. Феодосия вынуждена была покориться, и Спартокиды стали именовать себя «архонтами Боспора и Феодосии». Победа над Феодосией означала присоединение территории всего Керченского полуострова. Затем Спартокиды обратили взоры на восточное побережье Керченского пролива. Левкон сразу после победоносной Феодосийской кампании, разгромив стремительным броском из-под Феодосии Октамасада, сына синдского царя Гекатея, стал обладателем во второй половине 80-х годов IV века до н. э. новых земель с синдским населением и Фанагории. Результатом всех этих завоеваний было приобретение Спартокидами новых портов и торговой монополии, обширных плодородных земель и права хлебного экспорта. Олицетворением мощи государства, его политической зрелости и международного признания стало появление царского культа, связанного с именем Перисада I.
После смерти Перисада I разгорелась борьба между его сыновьями Сатиром, Пританом и Евмелом. Она продемонстрировала, с одной стороны, нарушение традиции престолонаследия Спартокидов, которая заключалась в участии двух старших сыновей в управлении государством сначала совместно с отцом, а после смерти его в соправительстве двух братьев до смерти одного из них, с другой — необходимость для боспорских династов в своей политике учитывать ситуацию, сложившуюся в племенном мире Северного Понта и Приазовья. Евмел, младший из братьев, претендуя на престол, выступил против двух старших. Военные действия разгорелись, вероятно, в районе Прикубанья. В армии Сатира, а после его гибели — Притана, помимо наёмников, важной силой были союзники — скифы. Евмел опирался на превосходившее численно противника войско местного племени фатеев, обитавших на азиатском Боспоре. Победивший Евмел жестоко расправился с противником. Во время своего короткого правления (309—304 до н. э.) он боролся с пиратством и поддерживал дружественные отношения с причерноморскими греческими городами.
Особое внимание боспорских царей к понтийским делам было отнюдь не случайным. Оно отвечало изменившейся ситуации в этом регионе в связи с начавшимися передвижениями скифов и теснивших их с востока сарматов. Но связи с Афинами не прерывались: за хлебный дар в 77 тысяч литров зерна афиняне дважды отправляли на Боспор посольство с благодарностью. Источники свидетельствуют о политических связях Спартокидов с Афинами, Дельфами, Делосом, Милетом, Египтом. Ещё более тесными стали контакты с Понтийском царством в южном Причерноморье.

#### Под властью Понтийского царства и вассалитет от Рима
Последний из Спартокидов — Перисад V — принуждён был отречься от престола. В 108 году до н. э. он передал власть правителю Понтийского царства Митридату VI Евпатору, владевшему тогда обширными территориями и ставшему опасным врагом самого Рима.
На европейской стороне Боспора вспыхнуло восстание под предводительством Савмака. Были захвачены Пантикапей и Феодосия. Савмак убил Перисада, а присланный Митридатом полководец Диофант бежал. Через год Диофант вернул Боспор. В его распоряжении были сухопутная армия и флот, с помощью которых он захватил и Пантикапей, и Феодосию. Виновники восстания были наказаны, Савмак отправлен к Митридату и, видимо, казнён. Разрушения в городах и поселениях европейского Боспора, датированные концом II века до н. э., обычно связывают с этими событиями.
В 80-х годах до н. э. боспорцы отложились от Митридата, но были усмирены им, а управление над Боспором царь передал своему сыну Махару. Но тот изменил делу отца и принял сторону Рима. В 60-х годах до н. э. Митридат лично прибывает на Боспор Киммерийский и превращает его в плацдарм для подготовки к новой войне с Римом. Огромные поборы с населения для содержания армии, строительства флота и крепостных сооружений, вербовка в войско рабов, а затем и морская блокада со стороны римского флота вызвали недовольство на Боспоре и истощили его.

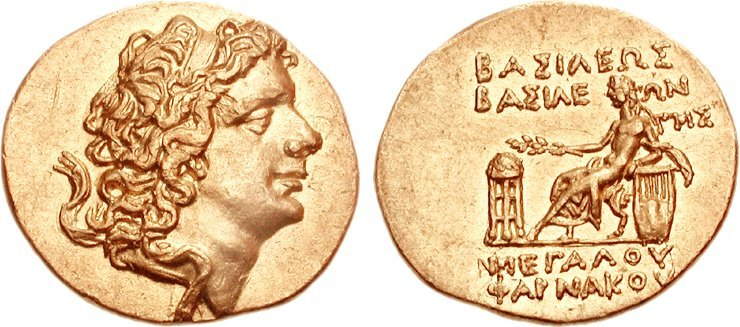
Статер Фарнака II. Около 63-46 гг. до н. э.

В 63 году до н. э. на Боспоре произошло разрушительное землетрясение. В этом же году, в Пантикапее, Митридат погиб, скрываясь во дворце на вершине горы от взбунтовавшихся солдат, провозгласивших правителем его сына Фарнака II.
Римляне вручили власть над Боспором Фарнаку, назвали его своим «другом и союзником», но просчитались: Фарнак объявил себя «царём царей» и пожелал расширить свои владения за счёт самого Рима. В качестве наместника на Боспоре он в 48 году до н. э. оставляет Асандра. Но тот успешно отвоевал престол, разгромив в 47 году до н. э. сначала Фарнака, а затем Митридата Пергамского, после чего женился на дочери Фарнака Динамии и с 46 года до н. э. единолично стал править на Боспоре. С его деятельностью до 20 года до н. э. связывают постройку оборонительных укреплений (так называемый Асандров вал, видимо, отделивший Керченский полуостров от остального Крыма) для защиты от соседних племён, большие восстановительные работы, активизацию морских сил, успешную борьбу с пиратами.
В 25 году до н. э. Август дарует Херсонесу «свободу» от Боспорского царства. В 18—15 годах до н. э. на Боспоре правит царица Динамия.
После длительных войн, разорений и опустошений при Асандре, но особенно при сыне его Аспурге, положение на Боспоре стабилизируется. Начался период нового, вторичного расцвета, охвативший I — начало III века н. э. При Аспурге возросла территория государства за счёт временного присоединения Херсонеса. Царь вёл успешные войны со скифами и таврами. В 14 году он получил звание «друга римлян» и добился от Рима права на боспорский престол. На его монетах были портреты римских правителей. Боспор в глазах римлян был источником хлеба, сырья и важным стратегическим пунктом. Рим стремился поставить на его престоле своих приверженцев, держал там свои войска. И всё же степень зависимости не всегда была одинаковой и такой, какой желали этого в Риме. Уже сын Аспурга Митридат вёл войны с римлянами. Но в годы правления его брата Котиса I (45—68) окрепла связь с Римом. С конца I века Рим всё больше видит в Боспоре важный форпост на северо-востоке, способный сдерживать натиск варваров. При Рескупориде I и Савромате I строятся оборонительные сооружения, укрепляются границы, усиливается армия и флот. Савромат I и Котис II одерживают победы над скифами. При Савромате II (174—210) боспорский флот очищает от пиратов южные берега Чёрного моря. Совместные военные действия с соседями должны были усилить независимость Боспора от Рима.

#### В позднюю античность
В начале III века в Северном Причерноморье появляются племена готов. Они принадлежали к германской группе племён и пришли с берегов Балтийского моря. Но в своём движении они увлекли многие племена Восточной Европы и возглавили большое племенное объединение. В 230-х годах племена готского союза разрушили Горгиппию, в 240-х годах полному разгрому подверглись Танаис и окружавшие его поселения. В это же время начались передвижения аланов с востока.
С середины III века Боспорское государство подвергалось натиску варваров — готов и боранов (см. Скифская война III века). Пришельцы совершали морские походы, опираясь на Боспор как на организационную базу и используя его флот. После смерти Рескупорида IV (254/255—267/268) началась борьба за престол. Во время этой смуты постепенно прекращается жизнь в Нимфее и Мирмекии.
В IV веке Боспор обращается к римлянам, чтобы те за уплату ежегодной дани помогли обеспечить ему спокойную жизнь. Однако Рим сам с трудом отбивается от варваров и не может оказать помощь ослабевшему Боспору. Вторжение гуннов миновало Боспорское государство. В 370—380-х годах гунны прошли мимо Боспора и обрушились на «готское государство» Германариха.
Боспорское государство существовало до начала VI века. В течение второй половины V и начала VI века над Боспором распространялся «протекторат» гуннского племени утигуров, вернувшихся из Европы после распада Гуннского союза. Надписи с именами царей династии Тибериев-Юлиев датируются вплоть до конца V века. В надписях имеются перечни должностных лиц государства этого времени — епарха, комита, протокомита. Восстанавливаются биографии «сильных людей» этого «тёмного» времени, например, комита Савага — уроженца района Китея, похороненного с женой Фаиспартой в крупном склепе в столице в 497 году.
Идёт постепенная христианизация Боспора. В Пантикапее и Тиритаке в V—VI веках строятся базилики — христианские храмы. Знать хоронят в каменных склепах, многие из которых — расписные. Стиль живописи, однако, крайне примитивный и являет собой пример деградации и упадка. Продолжают существовать Пантикапей (Боспор), Тиритака, Китей, Киммерик, Фанагория, Кепы, Гермонасса, ряд крепостей (Ильичёвское городище на Тамани). В 520—530-х годах Византия устанавливает над Боспором прямую власть. Античный период его истории плавно переходит в византийский без разрывов в эволюции материальной культуры. В 576 году территорию от современной Грузии и до Крыма завоёвывает после войны с Византией Тюркский каганат.

## Экономика

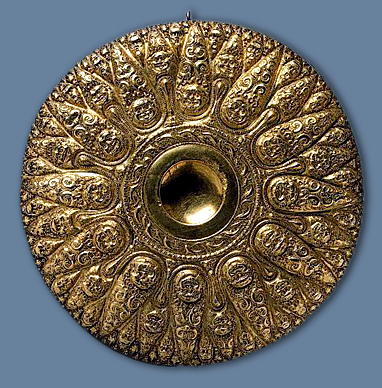
Боспорская фиала, IV век до н. э.

Ведущая роль на Боспоре принадлежала товарному производству злаков — пшеницы, ячменя, проса.
Основу Боспорской торговли составлял экспорт зернового хлеба, достигавший колоссальных по тому времени размеров: Демосфен рассказывает, что Афины получали с Боспора половину всего необходимого им привозного хлеба — около 16 тысяч тонн в год.
Помимо хлеба, Боспор вывозил в Грецию солёную и вяленую рыбу, скот, кожи, меха, рабов.
В обмен на все эти товары государства Греции отправляли на Боспор вино, оливковое масло, металлические изделия, дорогие ткани, драгоценные металлы, предметы искусства — статуи, терракоту, художественные вазы. Часть этого импорта оседала в боспорских городах, другая часть переправлялась боспорскими торговцами в степь для знати окружающих племён.
Гермонасса, Фанагория, Горгиппия становятся крупными торговыми центрами. В Горгипии строится крупный морской порт, через который вывозится хлеб из Прикубанья.
При Спартокидах в городах Боспора расцветает и ремесленное производство. В Фанагории, Горгиппии и других городах существуют небольшое мастерские и крупные эргастирии, где применяется труд рабов.
В первой половине III века до н. э. в государстве разразился острый денежный кризис. Прекращена чеканка золотой и серебряной монеты Пантикапея. Кризис был связан с упадком хлебной торговли Боспора, прежде всего с Афинами. О состоянии боспорской чеканки в этот период говорят монетные клады эпохи кризиса (например, Мирмекийский клад 2002 года). Монетная реформа Левкона II в третьей четверти III века до н. э. — выпуск номиналов медной монеты с именем и титулом царя — способствовала восстановлению денежного хозяйства и в то же время укрепляла авторитет династии. После Левкона царская чеканка (но уже золотая) стала традиционной. Был возобновлён выпуск пантикапейского серебра. Во второй половине III—II веков до н. э. возродилась автономная чеканка в Феодосии, Фанагории, Горгиппии.
После присоединения Боспора к Понту начали активно развиваться торговые отношения с городами этого государства, в первую очередь с Синопой. По словам Страбона, ежегодно из Боспора в Понт поставлялось 180 000 медимнов (7200 т) и 200 талантов (5240 кг) серебра.
После попадания Боспора под влияние Рима начинается новый экономический подъём, продолжавшийся на протяжении I и II веков нашей эры. С боспорских товаров римские власти не взимали обычной обязательной пошлины в размере 1/2 части всего товара. Боспорские купцы торговали с далёкой Александрией Египетской и даже далёкими италийскими городами.
В начале 40-х годов IV века в Боспоре прекращается чеканка монеты, что свидетельствует об определённом упадке традиционной античной системы хозяйства. Экономическая жизнь локализуется в территориально-хозяйственных микрозонах вокруг сохранившихся городов. Одним из ведущих аграрных районов в IV—VI веков становится Крымское Приазовье, где продолжают существовать многочисленные укреплённые поселения. Монеты не чеканятся, но продолжают обращаться: в кладах VI века содержатся вместе византийские и позднебоспорские монеты.

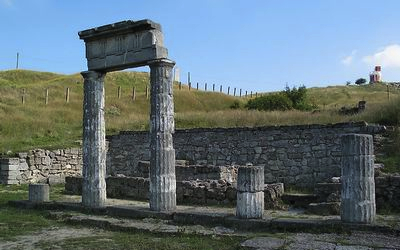
Раскопки античного города Пантикапея (современная Керчь), столицы царства
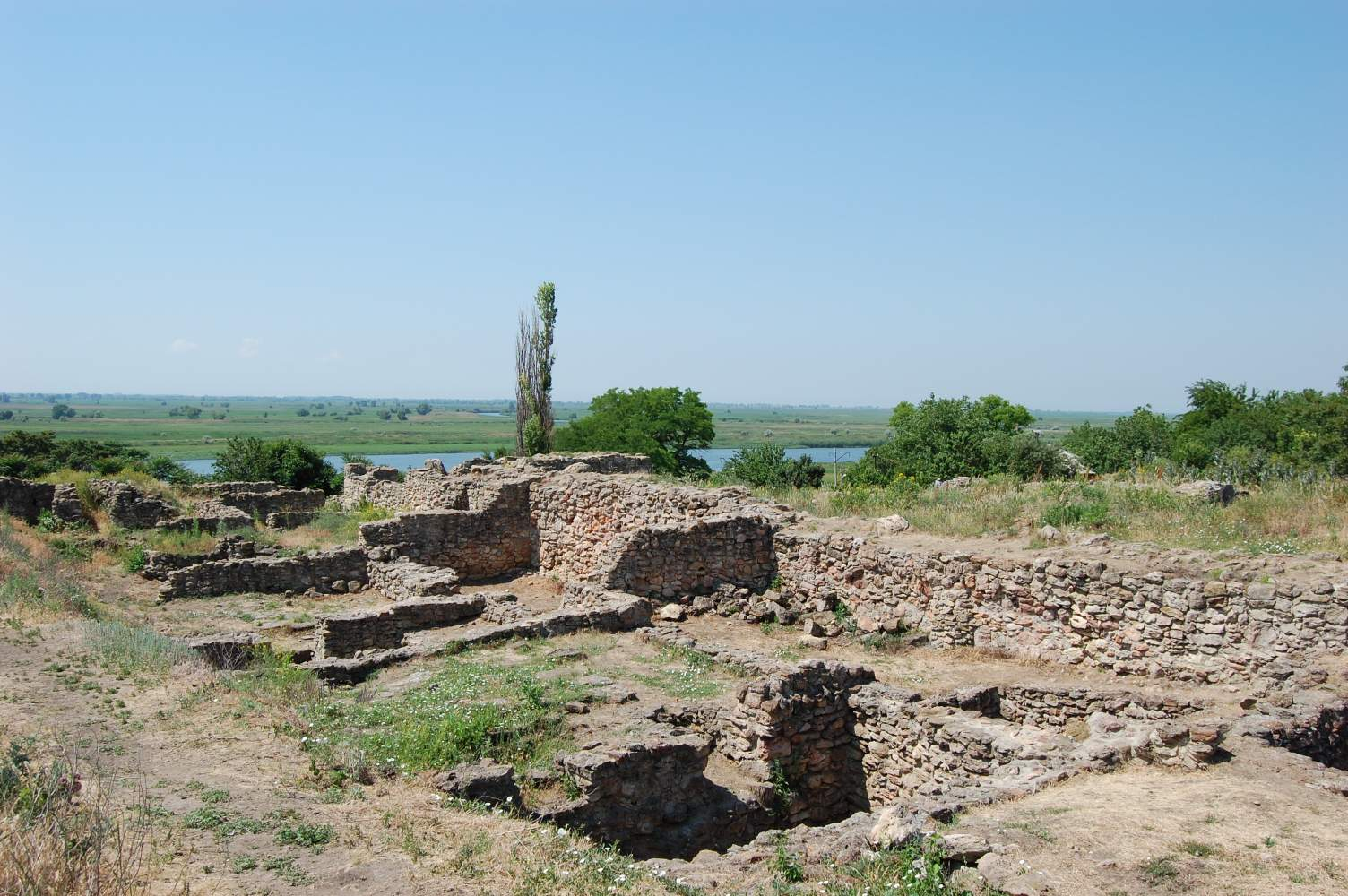
Раскопки города Танаиса
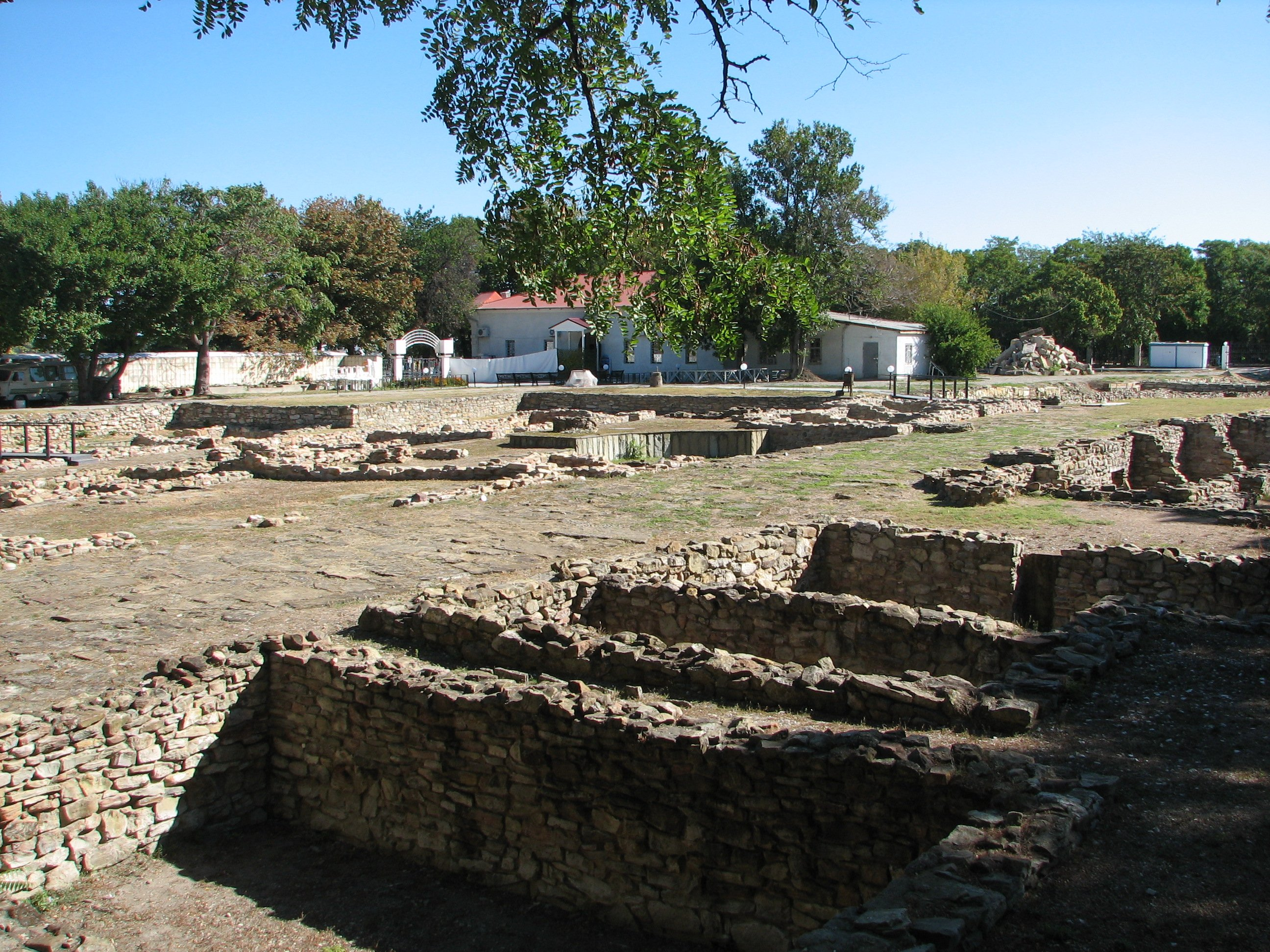
Раскопки античного города Горгиппии (современная Анапа)
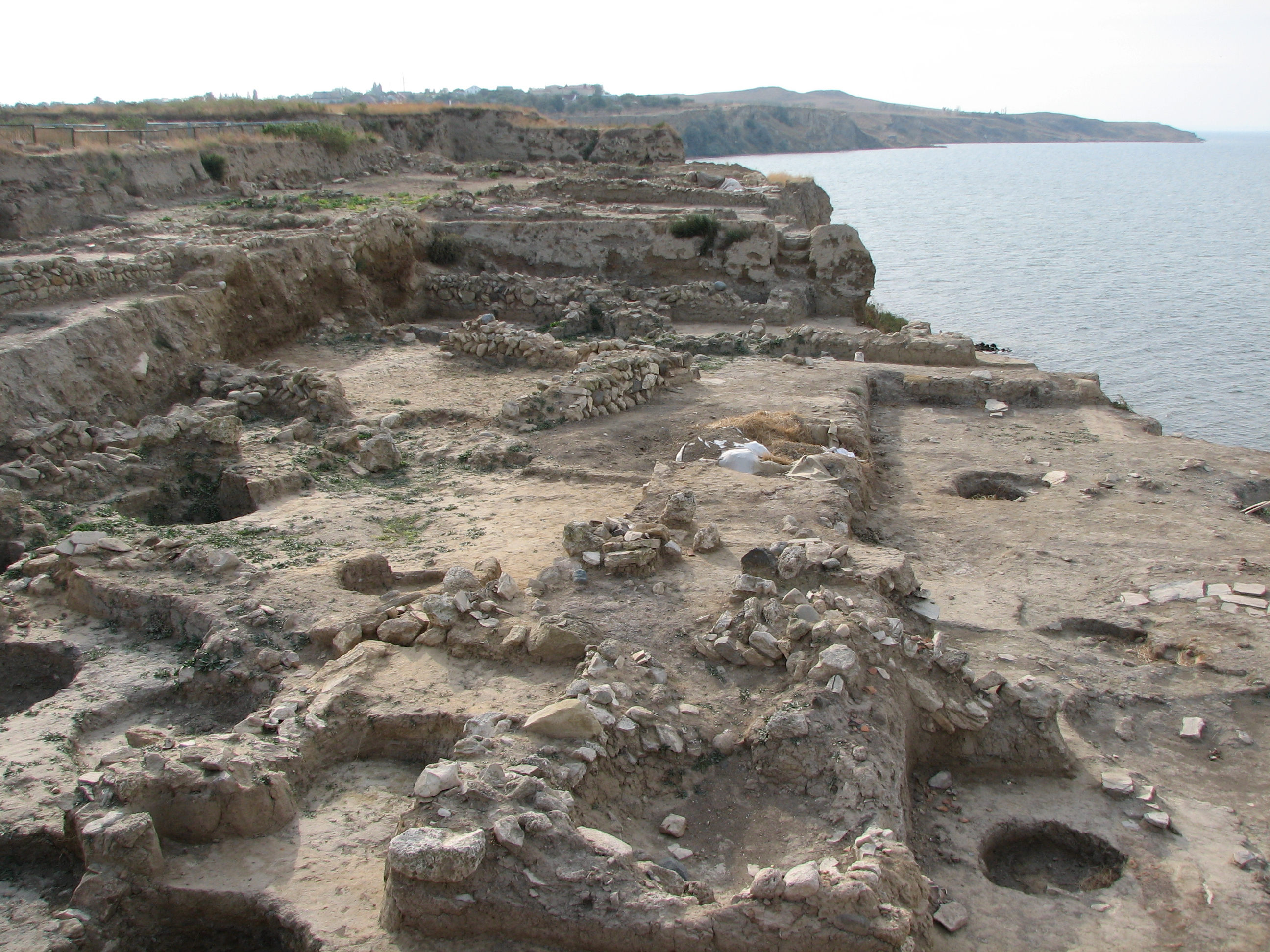
Раскопки в Гермонассе

## Боспорское летоисчисление

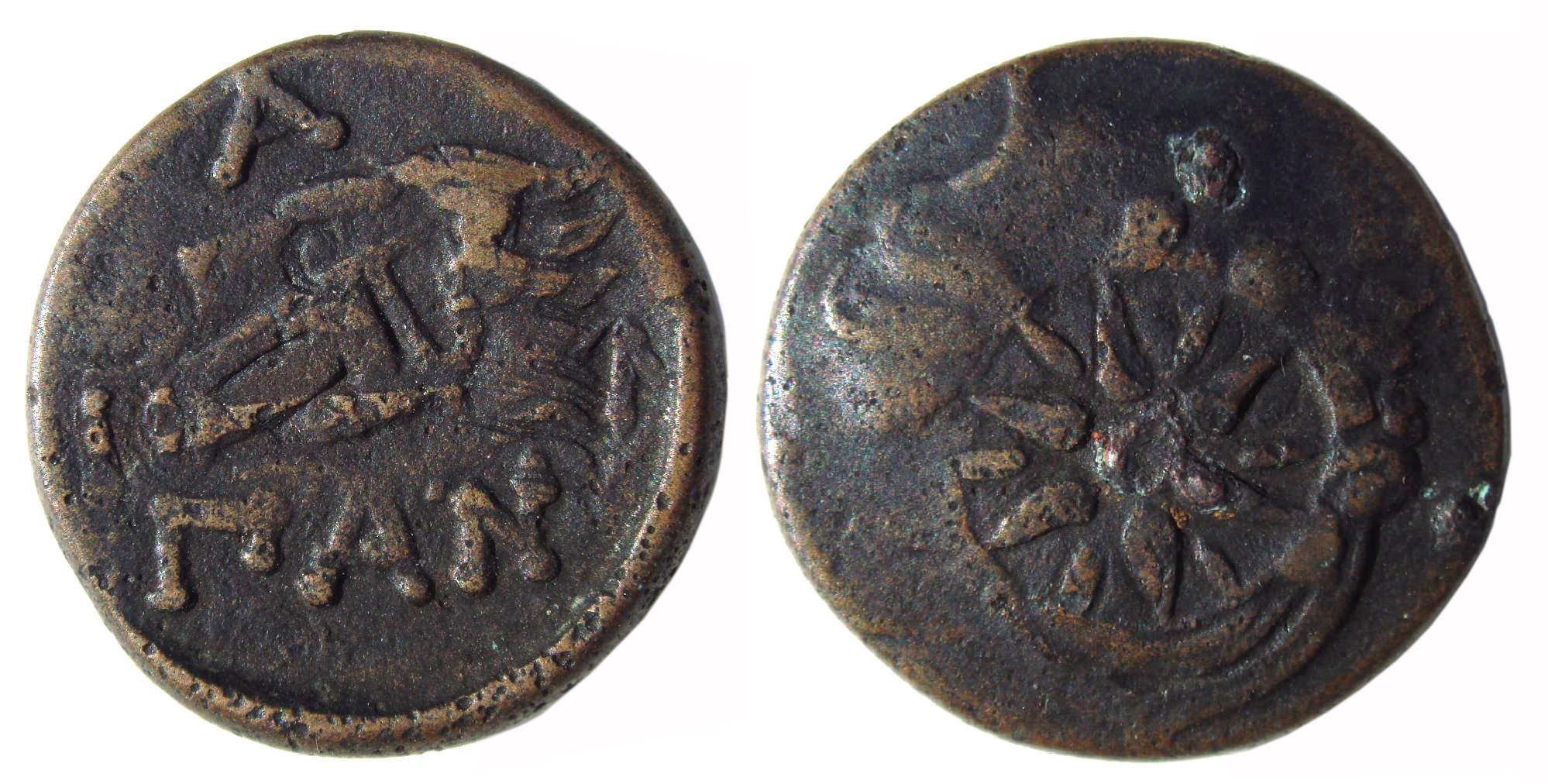
Монета из Пантикапея. III век до н. э.

На боспорских монетах можно увидеть даты особой боспорской системы летоисчисления, по которой точкой отсчёта так называемой Боспорской эры был 297/296 год до н. э. — это время совпадает со временем правления сыновей Евмела. Числа обозначались на монетах как буквы, например: «ΓΛΥ» (433), «ΓΙΥ» (413), «ΖΗΙ» (678). Но события, которые послужили причиной введения новой системы летоисчисления, едва ли были связаны с самим Боспором.
На Боспоре систему ввёл, вероятно, Митридат VI Евпатор, при котором Боспор стал частью Понтийского царства (Понта). Таким образом, эта (скорее, Понтийская) эра летоисчисления была создана в свою очередь по образцу эры соседнего с Понтом государства Селевкидов, но за начало отсчёта в Понте (и, таким образом, на Боспоре) была взята дата на 15 лет позже: Селевкиды считали первым годом 312 год до н. э. (по Бикерману).
Такое заимствование, вероятно, отражает интенсивность связей державы Селевкидов с Понтийским царством для IV—III веков до н. э., косвенным результатом которого, таким образом, и стало впоследствии введение на Боспоре своей системы летоисчисления.

## Антропология
Из анализа огромного материала из городских и сельских могильников, антропологи сделали вывод, что основным типом черепов из некрополей Боспора является долихо-мезокранный вариант с узким и невысоким лицом и высоким и узким носом: тип, распространенный среди меотского населения Таманского полуострова, Прикубанья и Дона.

## Археология

Бронзовый бюст царицы Динамии. Вторая четверть I века н. э.

Первые сведения о раскопках курганов в Крыму, на Тамани и Кубани относятся к первой половине XIX века. В 1837–1848 годах в записях археологов А.Б. Ашика и Д.В. Карейши имеются упоминания о находках золотых статеров Лисимаха и пантикапейских монет. Множество древних артефактов было найдено в результате раскопок К.К. Гёрца, В.Г. Тизенгаузена, И.Е. Забелина и А.Е. Люценко.
- 1816-1833 годы — Поль Дюбрюкс составил планы руин городищ Мирмекий, Пантикапей, Илурат, Нимфеи, Киммерик и др.[8][9]
- 1834 год — А. Ашик обнаружил мраморный Мирмекийский саркофаг с античными рельефными изображениями, являющимся настоящим шедевром скульптуры.
- 1837 год — он же раскопал Царский курган.[10]
- 1882 год — на раскопках Витязевского кургана (9,5 км северо-восточнее Горгиппии)  В. Тизенгаузеном был отрыт каменный склеп III века до н.э., в котором стоял прекрасно сохранившийся деревянный саркофаг, украшенный резными фигурками сражающихся воинов, и нимф, сидящих на спинах морских чудовищ. Погребенную здесь женщину сопровождал богатый инвентарь, состоящий из золотых и стеклянных бус, золотого перстня, резных каменных печатей, серебряной и чернолаковой посуды. Находки из кургана поступили на хранение в Эрмитаж.[11]
- 1894 год — раскопана мраморная статуя льва, которую приобрёл К. Е. Думберг.[12]
- 1895 год — на одном из участков пантикапейского некрополя был обнаружен склеп Деметры. Научное описание склепа было сделано в 1914 году М. И. Ростовцевым.[13]
- 1898 год — в урочище Широкая Балка (Новороссийск) найден бронзовый бюст царицы Динамия.[14]
- В конце XIX — начале XX века был найден ряд терракотовых фигурок, изображающие повозки и впряженных в них животных, датированные I — II веком н.э.[15]
- 1900 год — раскопками К. Думберга на Глинище (Керчь) найден расписной известняковый саркофаг, украшенный фресками. Научное описание находки было сделано в 1914 году М. И. Ростовцевым.[16]
- 1905 год — В. В. Шкорпил обнаружил нетронутое захоронение некрополя Пантикапея.
- 1935 год — археологом Г. Д. Беловым на раскопках в Херсонесе были обнаружены фрагменты с барельефами примерно 10 мраморных саркофагов II века н. э.[17] В Крыму саркофаги изготовлялись в период с V века до н. э. по II век н. э., в основном из дерева, каменные боспорские саркофаги — римского времени.[18][19]
- 1975 год — археологическая экспедиция Института археологии АН СССР обнаружила погребальный комплекс из двух склепов и скальной гробницы с большим количеством золотых и высокохудожественных изделий. На фресках каменного склепа изображены подвиги Геракла, которого считали родоначальником правящей на Боспоре Киммерийской династии.[20]
- 1985 год — у пос. Приморский, недалеко от Фанагории, был раскопан клад, включавший около 5 000 пантикапейских монет IV–III веков до н.э.[21]
- 1986 год — у села Гай-Кодзор был найден клад из 1061 монеты четырёх боспорских царей — Тейрана, Фофорса, Радамсада и Рескупорида VI.[22][23]
- В том же 1986 году около станицы Старонижестеблиевской был обнаружен клад из 1213 медных пантикапейских монет, переданный сотрудникам археологической экспедиции Краснодарского государственного историко-археологического музея-заповедника под руководством Н.В. Анфимова.[24]
- 1988 год — во время проведения строительных работ был обнаружен Керчинский клад, большинство монет из которого было украдено рабочими. Прибывшим сотрудникам Керченского историко-культурного заповедника удалось найти только 521 монету.
- 2002 год — археологической экспедицией Государственного Эрмитажа А. М. Бутягина на городище Мирмекий был найден клад из 723 медных монет.
- 2003 год — огромный клад, раскопаный у поселения Солёный, включал до 15 000 монет, эта находка является крупнейшей на Боспоре.[25]
- 2007 год — на юго-восточной хоре Фанагории сотрудниками Фанагорийской экспедиции ИА РАН был обнаружен клад начала I века до н.э., содержащий 7902 медные монеты и одну серебряную. Большинство монет были отчеканены в Пантикапеи и Фанагории.[26]
- 2018 год — у пос. Волна  Сочинская экспедиция института археологии РАН обнаружила греческий бронзовый шлем коринфского типа.[27]
- 2018 год — обнаружено боспорское поселение Манитра, датируемое IV – III вв. до нашей эры.[28]
- 2022 год — археологической экспедицией Государственного Эрмитажа в Керчи обнаружен клад из 30 золотых статеров эпохи Александра Македонского. Эта находка является крупнейшим кладом золотых монет на территории Боспорского царства.[29]

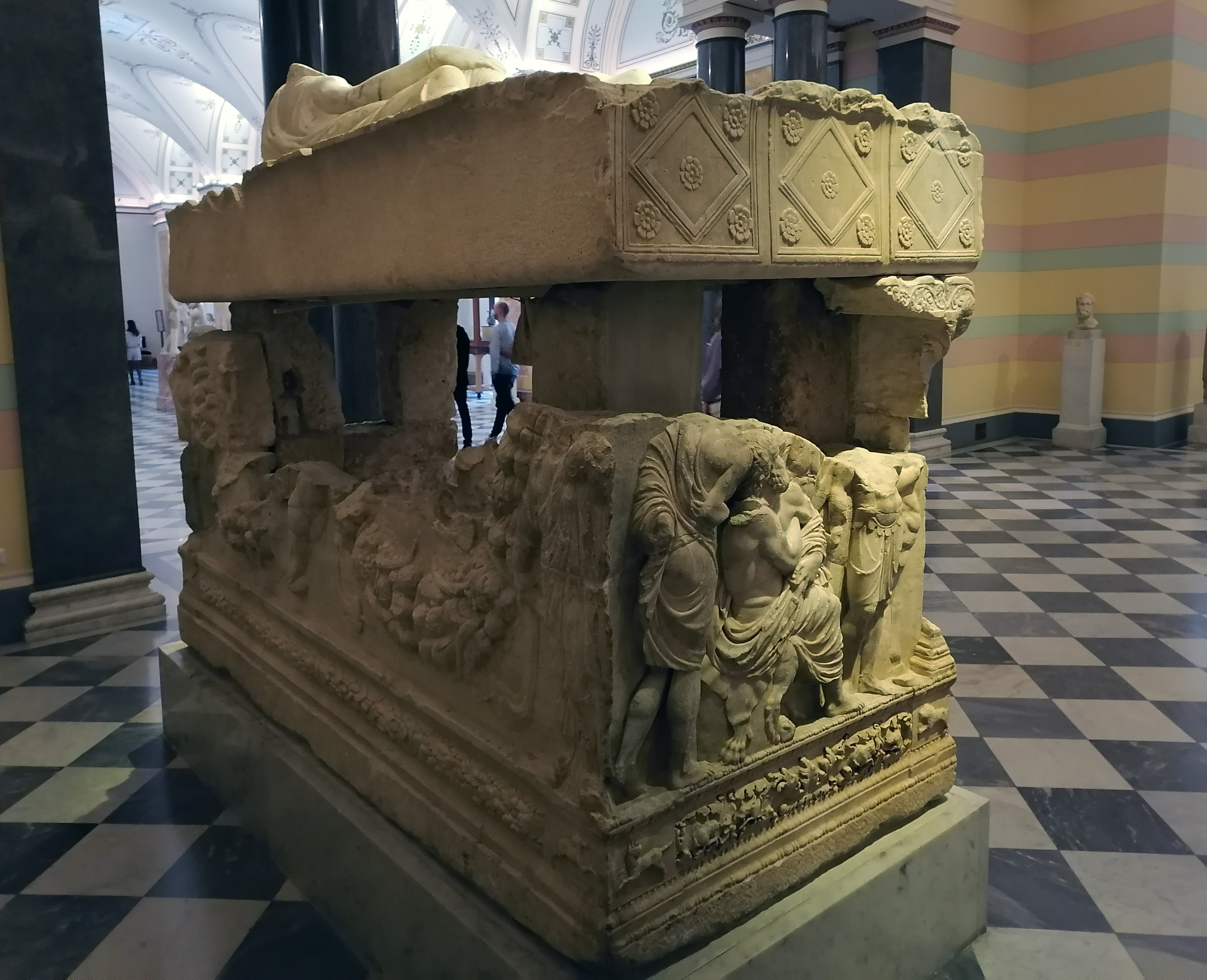
Мирмекийский саркофаг
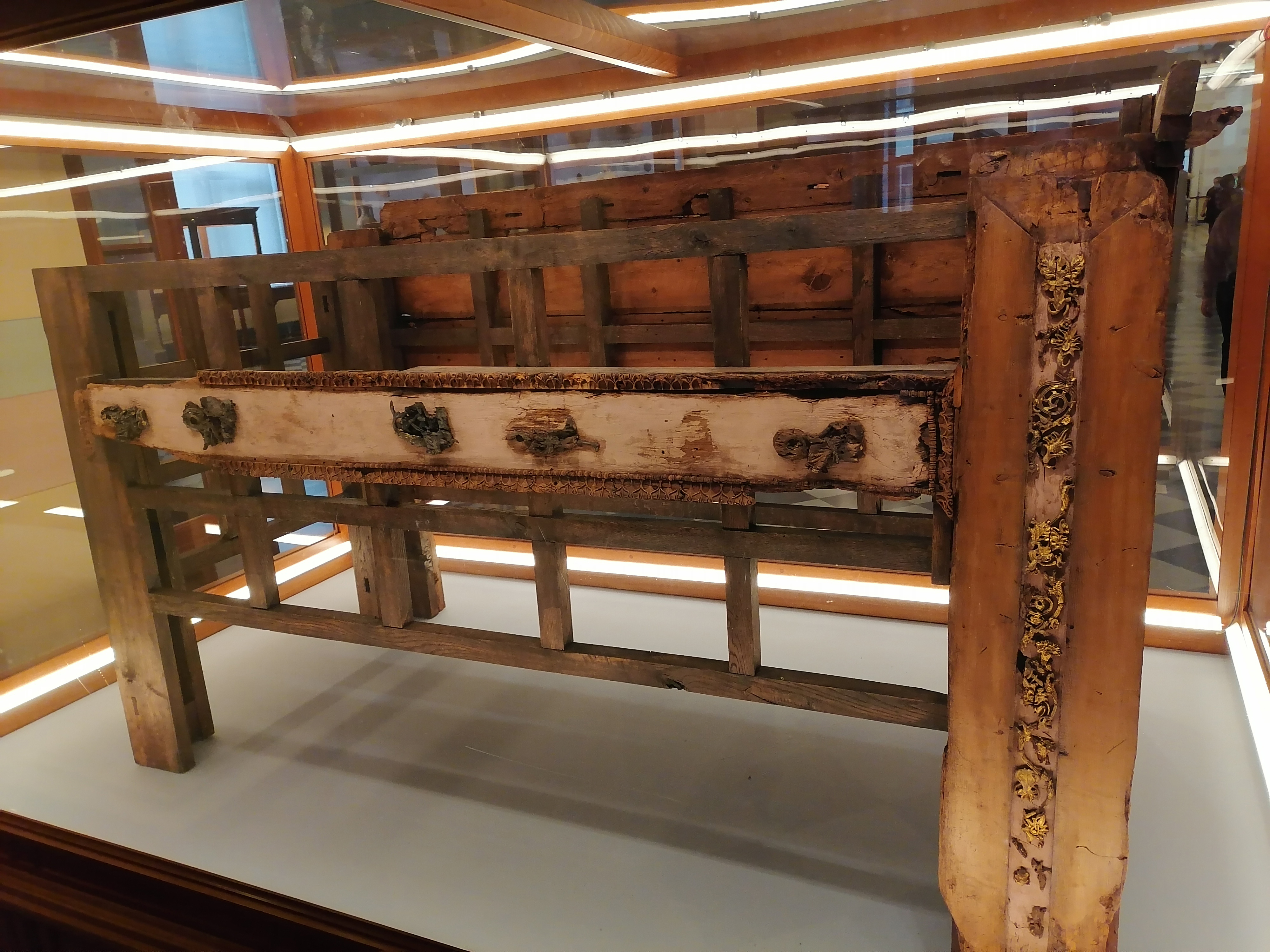
Резной саркофаг из Горгиппии (Анапа).
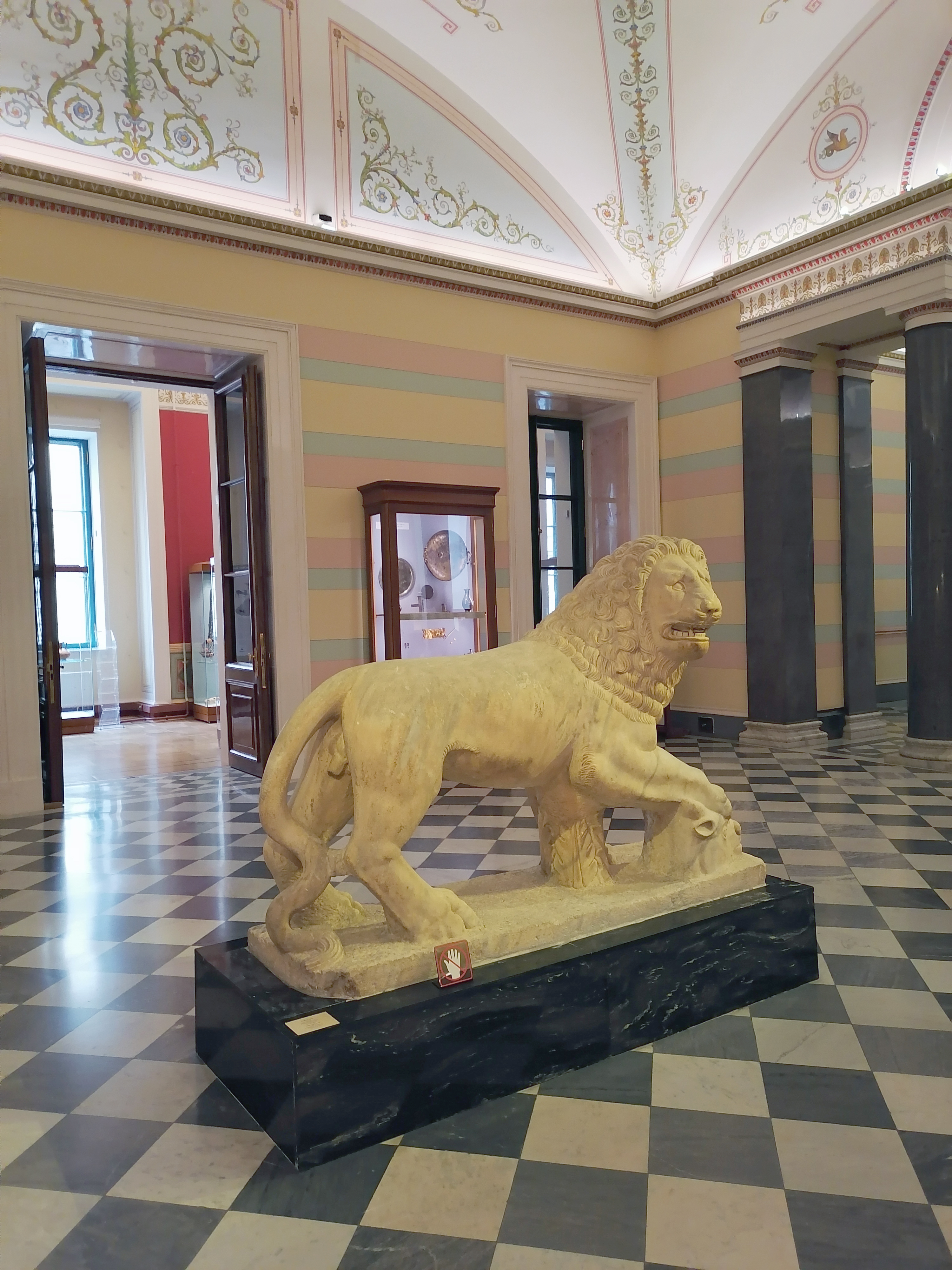
Боспорский мраморный лев. Эрмитаж.
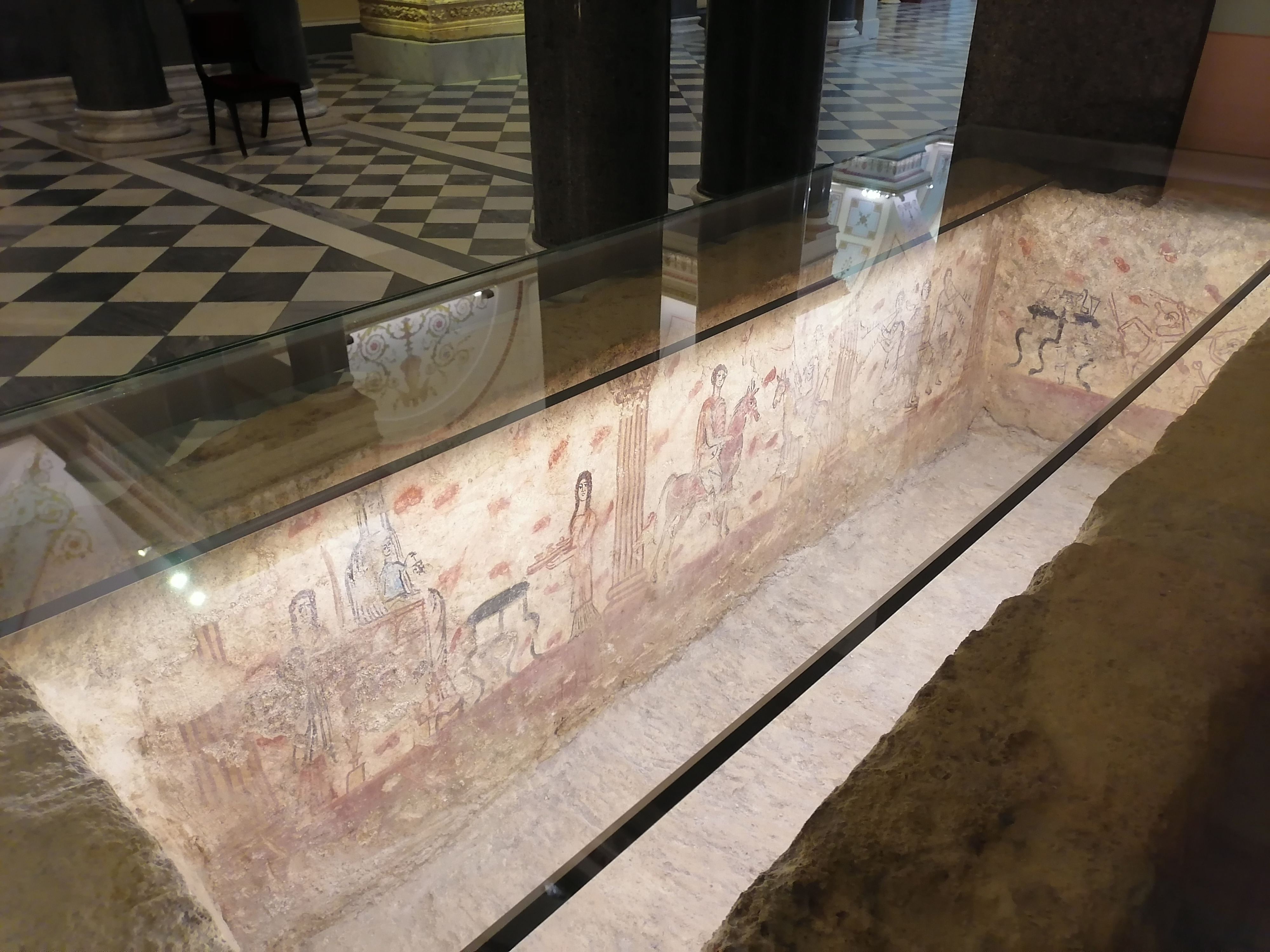
Расписной саркофаг в Эрмитаже.